# Aurélio Martins
Aurelio Martins (ur. 1966), polityk z Wysp Świętego Tomasza i Książęcej, przewodniczący Ruchu Wyzwolenia Wysp Świętego Tomasza i Książęcej-Partii Socjaldemokratycznej (MLSTP-PSD) od stycznia 2011. Kandydat w wyborach prezydenckich w 2011.

## Życiorys
Aurelio Martins urodził się w 1966. Ukończył stosunki międzynarodowe na Uniwersytecie Agostinho Neto w Luandzie. Pracował jako dziennikarz i przedsiębiorca. Był prezesem Grupo Gibela.
W 2005 wstąpił do Ruchu Wyzwolenia Wysp Świętego Tomasza i Książęcej (Movimento de Libertação de São Tomé e Príncipe – Partido Social Democrata, MLSTP). Zdobył mandat deputowanego do Zgromadzenia Narodowego. 15 stycznia 2011 na V Kongresie został wybrany nowym przewodniczącym partii, zastępując na tym stanowisku byłego premiera Joaquima Rafaela Branco. W głosowaniu pokonał byłego ambasadora na Tajwanie, Jorge Amado, uzyskując ponad 70% głosów delegatów.
4 kwietnia 2011 został wybrany kandydatem MLSTP w wyborach prezydenckich zaplanowanych na 17 lipca 2011. W yborach zdobył 4,06% głosów poparcia. W czerwcu 2018 zakończył kierowanie partią.